# Stockholm Dolphins
Stockholm Dolphins, bildad 14 september 2000, är Sveriges första HBTQ-simklubb belägen i Stockholm med huvudverksamhet på Eriksdalsbadet. Stockholm Dolphins är en simklubb för masterssimmare och tävlingssimning. Klubbens medlemmar är från 25 år och uppåt, varav flera tjejer. Syftet var bland annat att skapa en plattform för att kunna tävla i Gay Games i Sydney 2002. Nu är simklubben en del av svensk gayidrott och  medverkar till att uppmärksamma hbtq-frågorna inom idrotten.
Stockholm Dolphins är medlem i Svenska Simförbundet och Riksidrottsförbundet. Klubben förmedlar licenser så att den som önskar kan delta i simtävlingar både internationellt och nationellt till exempel Eurogames, OutGames, GayGames och master-SM.
Stockholm Dolphins Swim Club är Sveriges första simklubb för HBTQ-personer och deras vänner. Klubben  anordnar träning (2017) på Eriksdalsbadet 2 gånger i veckan och välkomnar simintresserade av alla kön . 
För att manifestera alla människors lika rättigheter och värde var Simborgarmärket regnbågsfärgat under Europride 2018. Målet är att Svensk Simidrott ska välkomna alla som vill simma, oavsett sexuell läggning, könsidentitet eller könsuttryck . Stockholm Dolphins var med som volontärer för att ta Simborgarmärket och även under välgörenhetsloppet Run for Pride.